# جزيرة نلوتى
جزيرة نلوتى هي جزيرة صغيرة تقع في منطقة السكوت في محلية وادي حلفا بـ الولاية الشمالية يحُدها من الغرب حميد (قرية) ومن الشمال جزيرة صاي ومن الشرق عبود (قرية) ويتحدث سُكانها اللغة النوبية واللغة العربية وتحديدًا اللهجة السودانية. يسكن الجزيرة عدة أعراق وهم ( العرب - النوبيين - الأتراك ) وأخرى ، سبب تسمية الجزيرة باسم نلوتى هو (نلو وتي) ومعناها ليلة قمرية واحدة باتفاق اغلب سكان الجزيرة. ويرجع تاريخ الجزيرة الى الفترة المسيحية 550-1400 م لوجود مشاهد مسيحية قديمة مُمَثَّلَة في مدافن و قلاع في اماكن متفرقة من الجزيرة .

## النشاط السكاني
- الزراعــة: وتعد من أساسيات الجزيرة
- الرعـي: حـرفـة ثــانـوية
- التــجارة: ويذهب تــجـار مــنطـقة السـكوت الى مدينة عبـري

## المـناخ
مناخ صحراوي جاف على مدار السنة و يتميز بالحرارة الشديدة في فصل الصيف والبرودة الشديدة في فصل الشتاء يفصل بينهما فترات تميل إلى الاعتدال مع هطول أمطار متفرقة حسب تحرك الفاصل المداري للشمال .